# Fet (municipi)
|  | Aquest article tracta sobre el municipi noruec. Si cerqueu l'antic municipi aragonès, vegeu «Fet (poble)». |

Fet és un antic municipi al comtat noruec d'Akershus. Té 11.374 habitants (2016) i té una superfície de 176 km². El centre administratiu del municipi és el poble de Fetsund.
Fet es troba a la riba oriental del llac d'Øyeren i inclou el punt en què el riu Glomma desemboca al llac. El delta del riu interior que s'ha format és el més gran d'Europa i arriba a la riba oposada del llac, a través del seu eix curt.